# Diocesi di Sibolga
La diocesi di Sibolga (in latino Dioecesis Sibolgaënsis) è una sede della Chiesa cattolica in Indonesia suffraganea dell'arcidiocesi di Medan. Nel 2022 contava 200.882 battezzati su 2.642.035 abitanti. È retta dal vescovo Fransiskus Tuaman Sinaga.

## Territorio
La diocesi comprende l'isola di Nias e le reggenze di Tapanuli Centrale e di Tapanuli Meridionale nella provincia indonesiana di Sumatra Settentrionale.
Sede vescovile è la città di Sibolga, dove si trova la cattedrale di Santa Teresa di Lisieux.
Il territorio si estende su 26.413 km² ed è suddiviso in 25 parrocchie.

## Storia
La prefettura apostolica di Sibolga fu eretta il 17 novembre 1959 con la bolla Cum novas constituere di papa Giovanni XXIII, ricavandone il territorio dal vicariato apostolico di Medan (oggi arcidiocesi).
Il 24 ottobre 1980 la prefettura apostolica è stata elevata a diocesi con la bolla Sibolgaënses res di papa Giovanni Paolo II.

## Cronotassi dei vescovi
Si omettono i periodi di sede vacante non superiori ai 2 anni o non storicamente accertati.
- Peter Gratian Grimm, O.F.M.Cap. † (17 novembre 1959 - 12 marzo 1971 dimesso)
  - Sede vacante (1971-1978)
- Anicetus Bongsu Antonius Sinaga, O.F.M.Cap. † (11 novembre 1978[2] - 3 gennaio 2004 nominato arcivescovo coadiutore di Medan)
  - Sede vacante (2004-2007)[3]
- Ludovikus Simanullang, O.F.M.Cap. † (14 marzo 2007 - 20 settembre 2018 deceduto)
  - Sede vacante (2018-2021)[4]
- Fransiskus Tuaman Sinaga, dal 6 marzo 2021

## Statistiche
La diocesi nel 2022 su una popolazione di 2.642.035 persone contava 200.882 battezzati, corrispondenti al 7,6% del totale.
| anno | popolazione | popolazione | popolazione | presbiteri | presbiteri | presbiteri | presbiteri                | diaconi | religiosi | religiosi | parrocchie |
| anno | battezzati  | totale      | %           | numero     | secolari   | regolari   | battezzati per presbitero | diaconi | uomini    | donne     | parrocchie |
| ---- | ----------- | ----------- | ----------- | ---------- | ---------- | ---------- | ------------------------- | ------- | --------- | --------- | ---------- |
| 1969 | 51.781      | 995.000     | 5,2         | 19         | 1          | 18         | 2.725                     |         | 24        | 31        | 14         |
| 1980 | 91.668      | 1.500.000   | 6,1         | 29         |            | 29         | 3.160                     |         | 62        | 42        |            |
| 1990 | 146.878     | 1.900.000   | 7,7         | 32         |            | 32         | 4.589                     |         | 62        | 103       | 19         |
| 1999 | 182.855     | 2.060.815   | 8,9         | 41         | 6          | 35         | 4.459                     |         | 85        | 157       | 20         |
| 2000 | 187.801     | 2.098.219   | 9,0         | 44         | 5          | 39         | 4.268                     |         | 85        | 182       | 20         |
| 2001 | 189.850     | 2.235.000   | 8,5         | 51         | 5          | 46         | 3.722                     |         | 87        | 183       | 20         |
| 2002 | 193.011     | 2.284.170   | 8,4         | 52         | 7          | 45         | 3.711                     |         | 94        | 173       | 21         |
| 2003 | 188.120     | 2.329.853   | 8,1         | 47         | 8          | 39         | 4.002                     |         | 78        | 184       | 21         |
| 2010 | 205.390     | 2.407.080   | 8,5         | 61         | 17         | 44         | 3.367                     |         | 108       | 161       | 21         |
| 2014 | 187.185     | 2.536.217   | 7,4         | 71         | 29         | 42         | 2.636                     |         | 84        | 206       | 23         |
| 2017 | 199.212     | 2.623.219   | 7,6         | 81         | 35         | 46         | 2.459                     |         | 92        | 221       | 23         |
| 2020 | 198.871     | 2.632.500   | 7,6         | 102        | 38         | 64         | 1.949                     |         | 192       | 267       | 24         |
| 2022 | 200.882     | 2.642.035   | 7,6         | 102        | 38         | 64         | 1.969                     |         | 185       | 275       | 25         |